# 부안여자고등학교
부안여자고등학교(扶安女子高等學校)는 대한민국 전북특별자치도 부안군 부안읍 봉덕리에 있는 사립 고등학교이다.

## 학교 연혁
- 1952년 5월 25일 : 학교법인 낭주학회 설립인가
- 1952년 5월 25일 : 초대 이사장 이영일 선생 취임
- 1961년 3월 4일 : 부안여자고등학교 3학급 인가
- 1961년 4월 4일 : 부안여자고등학교 개교
- 1964년 1월 25일 : 제1회 졸업식(졸업생 28명)
- 1974년 10월 19일 : 신축교사 준공 및 이전
- 1976년 10월 23일 : 체육관 겸 강당 준공
- 1977년 3월 2일 : 교목(은행나무) 교화(매화) 선정 및 식수
- 1977년 5월 17일 : 학칙변경 21학급 인가
- 1980년 1월 31일 : 특별 교실 준공
- 2005년 3월 25일 : 우정학사(기숙사) 준공
- 2008년 7월 16일 : 정보문화관(도서관) 준공
- 2021년 5월 22일 : 제22대 이사장 신종만 선생 취임
- 2024년 2월 2일 : 제61회 졸업식(졸업생 누계 13,956명)
- 2024년 3월 1일 : 제15대 교장 김성근 선생 취임

## 참고 자료
- 부안여자고등학교 - 한국교육학술정보원 학교알리미